# Majuwa
Majuwa – gaun wikas samiti w środkowej części Nepalu w strefie Dźanakpur w dystrykcie Ramechhap. Według nepalskiego spisu powszechnego z 2001 roku liczył on 438 gospodarstw domowych i 2326 mieszkańców (1231 kobiet i 1095 mężczyzn).